# 方楚囚
方楚囚（1871年—1938年9月11日），原名楚乔，安徽寿县人。1898年入邑庠，后参军。1908年参加安庆起义失败后前往香港，并加入中国同盟会南方支部。其后，又先后参加了广州新军起义、三二九起义、二次革命、护国运动等。1917年，在广州大元帅府任职。1930年，担任国民党中央党史史料编纂委员会纂修。